# Lista de navios confiscados pelo Brasil na Primeira Guerra

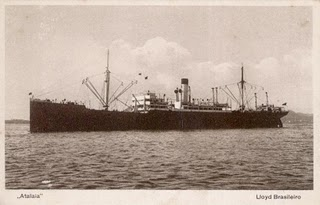
O Atalaia (ex-Carl Woermann), um dos navios confiscados pelo Brasil em 1917.

Esta é uma lista dos navios alemães e austríacos confiscados pelo Brasil, durante a Primeira Guerra Mundial, em represália ao afundamento de navios mercantes nacionais por submarinos do Império Alemão.
Com o afundamento de navios mercantes brasileiros, no início de 1917, o Congresso Nacional expediu o Decreto Legislativo nº 3.266, em 1º de junho daquele ano, autorizando o Presidente da República Venceslau Brás a determinar o uso dos navios alemães que se encontravam retidos em nove portos brasileiros (Rio Grande, Paranaguá, Santos, Rio de Janeiro, Salvador, Recife, Cabedelo, São Luís e Belém), desde agosto de 1914. O presidente assim o fez e, através do Decreto nº 12.501, de 2 de junho, determinou que fossem considerados brasileiros para o efeito de arvorar desde logo o pavilhão nacional nas embarcações.
Os tripulantes dos navios foram desembarcados e alojados, sem incidentes maiores, passando a ser sustentados pelo Governo Federal. O governo alemão protestou, através da embaixada dos Países Baixos, que representava seus interesses junto ao Brasil. Nilo Peçanha, à época Ministro das Relações Exteriores, em resposta à nota, justificou a medida como represália, fundamentando a medida nas regras do direito internacional vigente.
Foram 44 navios confiscados em desfavor de oito companhias alemãs (Hamburg Sud, Hamburg Amerika Line - HAPAG, Norddeustcher  Lloyd, Hamburg-Bremen Afrika Line, Roland Line, Woernann Line, Union Line e Hansa Line); e dois, em desfavor da companhia austro-húngara Unione Austriaca, totalizando 46 embarcações, dentre cargueiros - a sua maioria - e navios de passageiros, equivalendo a 245.787 toneladas de arqueação bruta (GRT) apreendidas.

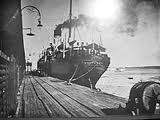
O Baependy (ex-Tijuca).

Íntegra do Decreto nº 12.501, de 2 de junho de 1917(mantida a grafia original):

DECRETO N. 12.501 – DE 2 DE JUNHO DE 1917

Manda utilizar todos os navios mercantes allemães ancorados nos portos da Republica.

O Presidente da Republica dos Estados Unidos do Brasil, usando da autorização que lhe concede o n. 1 do art. 2º do decreto legislativo n. 3.266, de 1 de junho do corrente anno,
decreta:

Art. 1º O Governo do Brasil requisita todos os navios mercantes allemães ancorados nos portos da Republica, afim de utilizal-os como o aconselharem as conveniencias e necessidades da navegação e do commercio.

Art. 2º Uma vez occupados, nos termos do decreto legislativo acima mencionado, esses navios serão considerados brasileiros para o effeito de poderem arvorar desde logo o pavilhão nacional.

Art. 3º O Governo providenciará para que, no mais breve prazo possivel, essas embarcações sejam postas em condições de navegar e no serviço de transportes, de accôrdo com o disposto no art. 1º.

Art. 4º Revogam-se as disposições em contrario.

Rio de Janeiro, 2 de junho de 1917, 96º da Independencia e 29º da Republica.

WENCESLAU BRAZ P. GOMES. Nilo Peçanha. Carlos Maximiliano Pereira dos Santos. João Pandiá Calogeras. José Caetano de Faria. Alexandrino Faria de Alencar. Augusto Tavares de Lyra. José Rufino Beserra Cavalcanti.
Em seguida à medida, algumas embarcações foram cedidas a duas empresas de navegação brasileiras: a estatal Lloyd Brasileiro e a então recém-criada Lloyd Nacional, de propriedade privada. Algumas outras foram deslocadas para a marinha de guerra brasileira, enquanto que a grande maioria foi arrendada ao governo francês - porém com pavilhão e tripulação brasileira - para o esforço de reconstrução europeu do pós-guerra. Desses navios arrendados, muitos voltariam às mãos do LLoyd Brasileiro na década de 20, quando houve a reprivatização daquela companhia.
Três deles, porém, não sobreviveram à guerra: o Acary (ex-Ebernburg); o Macau (ex-Palatia) - ambos torpedeados em 1917 - e o Maceió (ex-Santa Anna), afundado no ano seguinte. Outros oito seriam perdidos por torpedeamento na Segunda Guerra Mundial: o Parnahyba (ex-Alrich), o Campos, (ex-Asuncion), o Barbacena (ex-Gundrun), o Lajes (ex-Rauenfels), o Cabedello (ex-Prussia), o Alegrete (ex-Salamanca), o Bagé (ex-Sierra Nevada) e o Baependy (ex-Tijuca), cujo afundamento custou a vida de 270 pessoas. Pode-se, ainda citar o Taubaté (ex-Franken), atacado - porém, sem afundar - no Mar Mediterrâneo, em 1941, e o Atalaia (ex-Carl Woermann), desaparecido no Atlântico Sul, em maio daquele mesmo ano.

## Lista dos navios
|    | Nome             | Ano de construção | Ton. GRT | Operadora                   | Porto de apresamento | Nome(s) brasileiro(s) Mantida a grafia original              | Operadora(s) brasileira(s)                   | Fim da carreira                                                                         |
| -- | ---------------- | ----------------- | -------- | --------------------------- | -------------------- | ------------------------------------------------------------ | -------------------------------------------- | --------------------------------------------------------------------------------------- |
| 1  | Alice            | 1907              | 6.122    | Unione Austriaca            | Salvador             | Asia                                                         | Lloyd Nacional (até 1919)                    | 1930 – incendiou-se no Mar Vermelho, sob propriedade da Fabre Line, França.             |
| 2  | Alrich           | 1913              | 6.692    | Roland                      | Rio de Janeiro       | Parnahyba                                                    | Governo brasileiro; Lloyd Brasileiro (1923)  | 1942 – torpedeado no Mar do Caribe.                                                     |
| 3  | Arnold Amsinck   | 1907              | 4.526    | Woermann                    | Rio de Janeiro       | Jaboatão                                                     | Governo brasileiro; Lloyd Brasileiro (1923)  | 1956 – desmanchado.                                                                     |
| 4  | Asuncion         | 1894              | 4.663    | Hamburg Süd                 | Belém                | Campos'                                                      | Governo brasileiro; Lloyd Brasileiro (1922)  | 1942 – torpedeado no litoral de São Paulo.                                              |
| 5  | Bahia Laura      | 1913              | 9.790    | Hamburg Süd                 | Recife               | Caxias; Ruy Barbosa (1924)                                   | Governo Brasileiro; Lloyd Brasileiro (1923)  | 1934 – naufragado em Mindelo, Portugal.                                                 |
| 6  | Blücher          | 1901              | 12.334   | HAPAG                       | Recife               | Leopoldina                                                   | Lloyd Brasileiro                             | 1929 – desmanchado.                                                                     |
| 7  | Cap Roca         | 1900              | 5.786    | Hamburg Süd                 | Rio de Janeiro       | Itu; Almirante Alexandrino (1926)                            | Governo brasileiro; Lloyd Brasileiro (1922)  | 1966 – desmanchado.                                                                     |
| 8  | Cap Vilano       | 1906              | 9.467    | Hamburg Süd                 | Recife               | Sobral                                                       | Governo brasileiro (até 1924)                | 1940 – afundado por ataque aéreo em Dunquerque, sob o nome General Metzinger (França).  |
| 9  | Carl Woermann    | 1910              | 5.715    | Woermann                    | Rio de Janeiro       | Atalaia                                                      | Governo brasileiro; Lloyd Brasileiro (1923)  | 1941 – desapareceu no Atlântico Sul.                                                    |
| 10 | Coburg           | 1909              | 6.750    | Norddeutscher Lloyd         | Rio de Janeiro       | Poconé                                                       | Governo brasileiro; Lloyd Brasileiro (1922)  | 1960 – desmanchado.                                                                     |
| 11 | Corrientes       | 1894              | 3.775    | Hamburg Süd                 | Recife               | Guaratuba                                                    | Governo brasileiro; Lloyd Brasileiro (1922)  | 1935 – desmanchado.                                                                     |
| 12 | Ebernburg        | 1905              | 4.414    | Hansa                       | Rio de Janeiro       | Acary                                                        | Lloyd Brasileiro                             | 1917 – torpedeado ao largo da Ilha de São Vicente, Cabo Verde.                          |
| 13 | Eisenach         | 1909              | 6.750    | Norddeutscher Lloyd         | Recife               | Santarén                                                     | Governo brasileiro; Lloyd Brasileiro (1926)  | 1962 – desmanchado.                                                                     |
| 14 | Etruria          | 1900              | 4.437    | HAPAG                       | n/d                  | Ingá                                                         | Governo brasileiro; Lloyd Brasileiro (1922)  | 1936 – desmanchado.                                                                     |
| 15 | Franken          | 1905              | 5.099    | Norddeutscher Lloyd         | Rio de Janeiro       | Taubaté                                                      | Governo brasileiro; Lloyd Brasileiro (1925)  | 1954 – encalhado no Recife e abandonado.                                                |
| 16 | Frida Woermann   | 1888              | 2.578    | Woermann                    | Salvador             | Macapá                                                       | Governo brasileiro; Lloyd Brasileiro (1920)  | 1935 – desmanchado.                                                                     |
| 17 | Gertrud Woermann | 1907              | 6.465    | Woermann                    | Rio de Janeiro       | Curvello; Cantuaria Guimaraes (1927); Siqueira Campos (1931) | Governo brasileiro; Lloyd Brasileiro (1925)  | 1943 – encalhado, após colidir com outro navio no Ceará, e abandonado.                  |
| 18 | Gundrun          | 1909              | 4.772    | Hamburg-Bremer Afrika-Linie | Recife               | Barbacena                                                    | Governo brasileiro Lloyd Brasileiro (1922)   | 1943 – torpedeado ao largo das Pequenas Antilhas.                                       |
| 19 | Gunther          | 1906              | 3.037    | Union Line                  | Santos               | Maranguape                                                   | Governo brasileiro Lloyd Brasileiro (1922)   | 1945 – desmanchado.                                                                     |
| 20 | Henny Woermann   | 1911              | 6.082    | Woermann                    | Recife               | Uberaba                                                      | Governo brasileiro Lloyd Brasileiro (1920)   | 1921 – naufragado no Parcel de Manuel Luís, no Maranhão.                                |
| 21 | Hohenstaufen     | 1906              | 6.489    | HAPAG                       | Rio de Janeiro       | Cuyabá                                                       | Lloyd Brasileiro                             | 1963 – desmanchado.                                                                     |
| 22 | Laura            | 1907              | 6.122    | Unione Austriaca            | Salvador             | Europa                                                       | Governo brasileiro Lloyd Nacional (até 1919) | 1926 – naufragado na Grécia, sob o nome Braga (Fabre Line, França).                     |
| 23 | Minneburg        | 1909              | 4.748    | Hansa                       | Cabedelo             | Caxambu                                                      | Governo brasileiro Lloyd Brasileiro (1922)   | 1950 – desmanchado.                                                                     |
| 24 | Monte Penedo     | 1912              | 3.695    | Hamburg Süd                 | Rio Grande           | Sabará Ascânio Coelho (1948)                                 | Governo brasileiro Lloyd Brasileiro (1922)   | 1969 – desmanchado.                                                                     |
| 25 | Palatia          | 1912              | 3.558    | HAPAG                       | Santos               | Macau                                                        | Marinha do Brasil                            | 1917 – torpedeado na costa da Espanha.                                                  |
| 26 | Persia           | 1914              | 3.566    | HAPAG                       | Cabedelo             | Aracaju                                                      | Governo brasileiro Lloyd Brasileiro (1923)   | 1955 – desmanchado.                                                                     |
| 27 | Pontos           | 1900              | 5.703    | HAPAG                       | n/d                  | Pelotas                                                      | Governo brasileiro                           | destino desconhecido                                                                    |
| 28 | Posen            | 1913              | 6.569    | Norddeutscher Lloyd         | Rio de Janeiro       | Almirante Elizário                                           | Marinha do Brasil                            | destino desconhecido                                                                    |
| 29 | Prussia          | 1912              | 3.557    | HAPAG                       | Santos               | Cabedello                                                    | Governo brasileiro Lloyd Brasileiro (1923)   | 1942 – torpedeado no Atlântico Norte.                                                   |
| 30 | Rauenfels        | 1907              | 5.473    | Hansa                       | Salvador             | Lages                                                        | Governo brasileiro Lloyd Brasileiro (1925)   | 1942 – torpedeado na costa do Pará.                                                     |
| 31 | Rio Grande       | 1905              | 4.556    | Hamburg Süd                 | Belém                | Benevente; Duque de Caxias (1926)                            | Governo brasileiro Lloyd Brasileiro (1926)   | 1963 – desmanchado.                                                                     |
| 32 | Roland           | 1912              | 6.872    | Roland                      | Rio de Janeiro       | Ayruoca                                                      | Governo brasileiro Lloyd Brasileiro (1923)   | 1945 – afundou, após colidir com outro navio, perto de Nova York.                       |
| 33 | Salamanca        | 1906              | 5.970    | HAPAG                       | Cabedelo             | Alegrete                                                     | Governo brasileiro Lloyd Brasileiro (1923)   | 1942 – torpedeado no Mar do Caribe.                                                     |
| 34 | San Nicolas      | 1897              | 4.739    | Hamburg Süd                 | Recife               | Alfenas; Campos Salles (1923)                                | Governo brasileiro Lloyd Brasileiro (1923)   | 1962 – desmanchado.                                                                     |
| 35 | Santa Anna       | 1910              | 3.739    | Hamburg Süd                 | Paranaguá            | Maceió                                                       | Lloyd Brasileiro                             | 1918 – torpedeado ao largo do Cabo Ortegal, Espanha.                                    |
| 36 | Santa Lucia      | 1907              | 4.238    | Hamburg Süd                 | Salvador             | Joazeiro                                                     | Governo brasileiro Lloyd Brasileiro (1923)   | 1955 – desmanchado.                                                                     |
| 37 | Santa Rosa       | 1911              | 3.797    | Hamburg Süd                 | Rio Grande           | Iguassu                                                      | Governo brasileiro Lloyd Brasileiro (1923)   | 1950 – desmanchado.                                                                     |
| 38 | Santos           | 1899              | 4.855    | Hamburg Süd                 | Recife               | manteve o nome                                               | Governo brasileiro Lloyd Brasileiro (1922)   | 1961 – desmanchado.                                                                     |
| 39 | Siegmund         | 1905              | 3.043    | HAPAG                       | Santos               | Therezina                                                    | Governo brasileiro Lloyd Brasileiro (1922)   | 1919 – naufragou em São Sebastião, São Paulo.                                           |
| 40 | Sierra Nevada    | 1912              | 8.235    | Norddeutscher Lloyd         | Recife               | Bagé                                                         | Governo brasileiro Lloyd Brasileiro (1923)   | 1943 – torpedeado ao largo da Bahia.                                                    |
| 41 | Sierra Salvada   | 1912              | 8.227    | Norddeutscher Lloyd         | Rio de Janeiro       | Avaré                                                        | Governo brasileiro Lloyd Brasileiro (1920)   | 1922 – afundou em Hamburgo. Reflutuado e reparado, foi vendido a proprietários alemães. |
| 42 | Stadt Schleswig  | 1902              | 1.103    | Roland                      | São Luís             | Tabatinga                                                    | Governo brasileiro Lloyd Brasileiro (1927)   | 1932 – desmanchado.                                                                     |
| 43 | Steiemark        | 1911              | 4.570    | HAPAG                       | Salvador             | Camamu                                                       | Governo brasileiro Lloyd Brasileiro (1922)   | 1961 – desmanchado.                                                                     |
| 44 | Tijuca           | 1899              | 4.801    | Hamburg Süd                 | Recife               | Baependy                                                     | Governo brasileiro Lloyd Brasileiro (1925)   | 1942 – torpedeado na costa de Sergipe.                                                  |
| 45 | Valesia          | 1912              | 5.227    | HAPAG                       | Santos               | Belmonte; Palmares                                           | n/d                                          | destino desconhecido                                                                    |
| 46 | Walburg          | 1905              | 3.081    | Hamburg-Bremer Afrika-Linie | Recife               | Curytiba                                                     | Governo brasileiro Lloyd Brasileiro (1923)   | 1956 – desmanchado.                                                                     |